# Callaqui
El Callaqui és un estratovolcà a la serralada dels Andes, que es troba a la regió del Biobío, a Xile, i les seves coordenades geogràfiques són 37° 55′ S, 71° 27′ W. És una llarga coberta de glaç, sobre roques volcàniques de basalt-andesita, que s'estén des del nord-est al sud-oest, elevant-se al llarg d'una escletxa de 11 km de longitud, com un edifici fissural, que fins a assolir uns 3.164 msnm.
Nombrosos cons de cendra i fluxos de lava han fet erupció des de respiradors al llarg de la gran fissura lineal. Les fumaroles han constituït una gran part de l'activitat del Callaqui. Les erupcions menors van ser reportades en 1751, 1864 i 1937; l'última va ser una petita erupció freàtica en 1980.
El volcà és el punt d'interès principal de la Reserva Nacional Ralco.